# Майкл Шеннон
Майкл Корбет Шеннон (англ. Michael Corbett Shannon) — американський актор, номінований на премію «Оскар» у категорії «Найкращий актор другого плану» за фільм «Дорога змін». Народився 7 серпня 1974 у Лексингтоні, Кентукі, США.

## Біографія
Шеннон почав свою кар'єру як театральний актор у місті Чикаго, потім почав грати невеликі ролі у різноманітних фільмах. У 2006 році він зіграв головну роль у фільмі «Глюки», а у 2008 він був номінований на премію «Оскар».

## Фільмографія
| Рік  | Українська назва                | Оригінальна назва                            | Роль                           |
| ---- | ------------------------------- | -------------------------------------------- | ------------------------------ |
| 1993 | День бабака                     | Groundhog Day                                | Фред Клейсер                   |
| 1996 | Ланцюгова реакція               | Chain Reaction                               | кур'єр квітів                  |
| 1996 | Пекельне таксі                  | Chicago Cab                                  | дурень                         |
| 1997 | Поїздка                         | The Ride                                     | Джимі                          |
| 1999 | Син Ісуса                       | Jesus' Son                                   | Дандан                         |
| 2000 | Фотограф                        | The Photographer                             | Моріс                          |
| 2000 | Ненормальний Сесіл Б.           | Cecil B. DeMented                            | Піті                           |
| 2000 | Країна тигрів                   | Tigerland                                    | сержант Филмор                 |
| 2001 | Перл-Гарбор                     | Pearl Harbor                                 | лейтенант Гуз Вуд              |
| 2001 | Кидаю виклик                    | New Port South                               | Стентон                        |
| 2001 | Ванільне небо                   | Vanilla Sky                                  | Аарон                          |
| 2002 | Особливо тяжкі злочини          | High Crimes                                  | Трой Еботт                     |
| 2002 | Восьма миля                     | 8 Mile                                       | Грег Бюел                      |
| 2003 | Кенгуру Джекпот                 | Kangaroo Jack                                | Френко Ломбардо                |
| 2003 | Погані хлопці 2                 | Bad Boys II                                  | Флойт Потіті                   |
| 2003 | Викрадення Парсона              | Grand Theft Parsons                          | Ларрі Остенгбург               |
| 2004 | Вода                            | Water                                        | Бобі Метісон                   |
| 2004 | Аферисти                        | Criminal                                     | Джин                           |
| 2004 | Мертві птахи                    | Dead Birds                                   | Клайд                          |
| 2004 | Дереворуб                       | The Woodsman                                 | Роузен                         |
| 2006 | Всесвітній торговий центр       | World Trade Center                           | Дейв Карнс                     |
| 2006 | Ходімо до тюрми                 | Let's Go to Prison                           | Лінард                         |
| 2006 | Чудесно                         | Marvelous                                    | Джон                           |
| 2006 | Глюки                           | Bug                                          | Пітер Еванс                    |
| 2007 | Вогнестрільна історія           | Shotgun Stories                              | Сон Хейс                       |
| 2007 | Чорна птаха                     | Blackbird                                    | Мерл                           |
| 2007 | Щасливчик                       | Lucky You                                    | Рей Замбро                     |
| 2007 | Ігри диявола                    | Before the Devil Knows You're Dead           | Декс                           |
| 2008 | Дорога змін                     | Revolutionary Road                           | Джон Гівігс                    |
| 2009 | Зниклий безвісти                | The Missing Person                           | Джон Росоу                     |
| 2009 | Поганий лейтенант               | The Bad Lieutenant: Port of Call New Orleans | Мундт                          |
| 2009 | Мій син, мій син, що ти наробив | My Son, My Son, What Have Ye Done?           | Бред Макалум                   |
| 2009 | Найкращий                       | The Greatest                                 | Джордан Вокер                  |
| 2010 | 13                              | 13                                           | Генрі, ведучий                 |
| 2010 | Джона Гекс                      | Jonah Hex                                    | доктор Крос Уільямс            |
| 2010 | Раневейс                        | The Runaways                                 | Ким Фоулі                      |
| 2011 | Повернення                      | Return                                       | Майк                           |
| 2011 | Зруйнована вежа                 | The Broken Tower                             | Еміль                          |
| 2011 | Проповідник із зброєю           | Machine Gun Preacher                         | Донні                          |
| 2011 | Укриття                         | Take Shelter                                 | Кетріс ЛаФорш                  |
| 2012 | Мад                             | Mud                                          | Гелен                          |
| 2012 | Швидка доставка                 | Premium Rush                                 | Боббі Мандей                   |
| 2012 | Крижаний                        | The Iceman                                   | Річард Куклінс                 |
| 2013 | Урожай                          | The Harvest                                  | Річард                         |
| 2013 | Людина зі сталі                 | Man of Steel                                 | генерал Зод                    |
| 2014 | Молодь                          | Young Ones                                   | Ернест Холм                    |
| 2014 | Вони прийшли разом              | They Came Together                           |                                |
| 2014 | 99 будинків                     | 99 Homes                                     | Рік Карвер                     |
| 2015 | Ніч перед похміллям             | The Night Before                             | Містер Ґрін                    |
| 2015 | Право на спадок                 | Freeheld                                     | Дейн Веллс                     |
| 2016 | Спецвипуск опівночі             | Midnight Special                             | Рой                            |
| 2016 | Нічні звірі                     | Nocturnal Animals                            | детектив Роберто «Боббі» Андес |
| 2017 | Форма води                      | The Shape of Water                           | Стрікленд                      |
| 2017 | Війна струмів                   | The Current War                              | Джордж Вестінгауз              |
| 2018 | 12 мужніх                       | 12 Strong                                    | Кел Спенсер                    |
| 2018 | 451 градус за Фаренгейтом       | Fahrenheit 451                               | капітан Джон Бітті             |
| 2019 | Ножі наголо                     | Knives Out                                   | Волт Тромбрей                  |
| 2022 | Швидкісний поїзд                | Bullet Train                                 | Біла смерть                    |
| 2022 | Амстердам                       | Amsterdam                                    | Генрі Норкрос                  |
| 2023 | Флеш                            | The Flash                                    | генерал Зод                    |
| 2025 | Нюрнберг                        | Nuremberg                                    | Роберт Джексон                 |